# Saint-Longis
Saint-Longis – miejscowość i gmina we Francji, w regionie Kraj Loary, w departamencie Sarthe. Nazwa miejscowości pochodzi od imienia św. Launogisilusa.
Według danych na rok 1990 gminę zamieszkiwało 507 osób, a gęstość zaludnienia wynosiła 45 osób/km² (wśród 1504 gmin Kraju Loary Saint-Longis plasuje się na 838. miejscu pod względem liczby ludności, natomiast pod względem powierzchni na miejscu 957.).